# ایسیان‌گیلدینو
ایسیان‌گیلدینو (انگلیسی: Isyangildino) یک شهرک در شهرستان خایبولینسکی استان باشقیرستان کشور روسیه است.